# Sympetrum striolatum
Sympetrum striolatum (Charpentier, 1840) je vrsta iz familije Libellulidae. Srpski naziv ove vrste je Jesenji poljski konjic.

## Opis vrste
Trbuh mužjaka je narandžast, a na svakom segmentu se nalaze po dve crne tačkice. Grudi se sastoje od tri trake (žuta, narandžasta i žuta) odvojene crnim linijama. Trbuh i grudi ženke su oker, kod starijih jedinki mogu biti i braon. Na grudima ženke su, takođe, tri trake odvojene crnim linijama. Oči oba pola su dvobojne, gornja polovina je braon, a donja oker. Noge su crne sa žutom, uzdužnom linijom. Krila oba pola su providna s tamnom pterostigmom .

## Stanište
Razni tipovi staja ćih i sporotekućih voda. Ova vrsta obično prva naseljava novoformirane stajaće vode, a može se naći i na staništima sa zaslanjenom vodom. 

## Životni ciklus
Parenje se odvija u vazduhu i nakon parenja mužjak i ćenka ostaju u tandemu. Polaganje jaja se vri iz vazduha puštajući ih da slobodno padaju na vodu. Egzuvije ostavljaju na obalnom rastinju.

## Sezona letenja
Sezona letenja traje od aprila do novembra.

## Literatura
- Askew, R.R. (2004) The Dragonflies of Europe. (revised ed.) Harley Books.pp180 and 213 .  0-946589-75-5
- Boudot JP., et al. (2009) Atlas of the Odonata of the Mediterranean and North Africa. Libellula Supplement 9:1-256.
- Dijkstra, K-D.B & Lewington, R. (2006) Field Guide to the Dragonflies of Britain and Europe. British Wildlife Publishing.  0-9531399-4-8.
- „Sympetrum striolatum”. British Dragonfly Society.